# Municipio Cadereyta de Montes
Koordinaten: 20° 42′ N, 99° 48′ W
Cadereyta de Montes ist ein Municipio im mexikanischen Bundesstaat Querétaro. Das Municipio umfasst eine Fläche von 1351,5 km² und ist damit das größte des Bundesstaats. Im Jahr 2010 hatte Cadereyta de Montes eine Bevölkerung von 64.183 Einwohnern. Verwaltungssitz und einwohnerreichster Ort des Municipios ist das gleichnamige Cadereyta de Montes.

## Geographie
Das Municipio Cadereyta de Montes liegt im Osten des Bundesstaats Querétaro auf einer Höhe zwischen 800 m und 3200 m. Es zählt zu 44 % zur physiographischen Provinz der Sierra Volcánica Transversal, zu 40 % zur Sierra Madre Oriental und zu 16 % zur Mesa del Centro; es liegt vollständig im Einzugsgebiet des Río Pánuco, wodurch es in den Golf von Mexiko entwässert. Vorherrschende Gesteinstypen sind verschiedene Sedimentgesteine (31,3 % Kalkstein, 23,5 % Kalkstein-Lutit, 7,4 % Sandstein, 5 % Konglomerate) bei 10,3 % Basalt, 7,1 % Andesit, 6,6 % Tuff und 4,8 % Alluvionen. Bodentyp von 38 % des Municipios ist der Leptosol, gefolgt von 21 % Phaeozem, 14 % Vertisol, je 10 % Calcisol und Luvisol und 6 % Regosol. Knapp über 50 % der Gemeindefläche werden von Gestrüpplandschaft bedeckt, etwa 24 % sind bewaldet, etwa 15 % werden ackerbaulich genutzt, 8 % dienen als Weideland.
Das Municipio Cadereyta de Montes grenzt an die Municipios San Joaquín, Peñamiller, Pinal de Amoles, Tolimán und Ezequiel Montes sowie an den Bundesstaat Hidalgo.

## Bevölkerung
Beim Zensus 2010 wurden im Municipio 64.183 Menschen in  14.521 Wohneinheiten gezählt. Davon wurden 1.244 Personen als Sprecher einer indigenen Sprache registriert, darunter 1.103 Sprecher des Otomí. Etwa 13,3 % der Bevölkerung waren Analphabeten. 22.033 Einwohner wurden als Erwerbspersonen registriert, wovon gut 71 % Männer bzw. gut 9 % arbeitslos waren. 17,7 % der Bevölkerung lebten in extremer Armut.

## Orte
Das Municipio Cadereyta de Montes umfasst 243 localidades, von denen der Hauptort und El Palmar vom INEGI als urban klassifiziert sind. Drei Orte wiesen beim Zensus 2010 eine Einwohnerzahl von über 2000 auf, 22 weitere Orte hatten zumindest 500 Einwohner. Die größten Orte sind:
| Ort                                | Einwohner |
| Cadereyta de Montes                | 13.347    |
| El Palmar (Santa María del Palmar) | 02.884    |
| Vizarrón de Montes                 | 02.235    |
| Boyé                               | 01.975    |
| Bella Vista del Río                | 01.955    |
| San Javier                         | 01.871    |
| Villa Guerrero                     | 01.651    |
| Higuerillas                        | 01.539    |
| Boxasní                            | 01.481    |
| El Rincón                          | 01.240    |
| San Martín Florida                 | 01.017    |
| Puerto de Chiquihuite              | 01.002    |